# Konflikt w Tigraju
Konflikt w Tigraju – konflikt wewnętrzny w Etiopii pomiędzy siłami rządowymi a władzami regionu Tigraj trwający od listopada 2020 do listopada 2022.
Według szacunków w wyniku konfliktów mogło zginąć nawet 600 000 osób, z czego zdecydowaną większość stanowią ofiary cywilne.

## Tło
Od zakończenia wojny domowej w Etiopii krajem rządził Etiopski Ludowo-Rewolucyjny Front Demokratyczny, będący koalicją kilku mniejszych partii. Wybijającym się ugrupowaniem oraz trzonem koalicji był Tigrajski Ludowy Front Wyzwolenia, którego członkowie, często weterani wojny domowej, zajmowali prominentne stanowiska w rządzie i dominowali na arenie krajowej. Od momentu wyboru na premiera Abiya Ahmeda Alego, wywodzącego się z ludu Oromów, TLFW zaczął tracić na znaczeniu. Tigrajscy urzędnicy skarżyli się na marginalizowanie oraz niesłuszne oskarżenia o korupcję. Oliwy do ognia dolał sam premier, gdy lata 1991–2018 nazwał „27-leciem ciemności”. Dodatkowo pod koniec 2019 roku powołał do życia nową partię, mającą zastąpić istniejącą koalicję. W skład partii weszło większość ugrupowań koalicyjnych, jednakże TLFW nie zgodził się na połączenie i po raz pierwszy od 1991 znalazł się poza rządem. Napięcia pomiędzy rządem a władzami TLFW zaczęły narastać we wrześniu 2020, gdy władze Tigraju zdecydowały się przeprowadzić regionalne referendum pomimo sprzeciwu premiera, wynikającego z trwania pandemii koronawirusa. 3 listopada parlament federalny zaproponował uznanie TLFW za organizację terrorystyczną.
Tigrajczycy stanowią około 7% ludności Etiopii. Region Tigraj jest piątym pod względem wielkości regionem administracyjnym Etiopii, zaś stolica regionu Mekelie (310 tysięcy mieszkańców) jest czwartym pod względem ludności miastem państwa. Jest to region górzysty, z najwyższym szczytem sięgającym prawie 4 tysięcy metrów. Jednocześnie jest położony blisko granicy z Erytreą, przez co wielu Tigrajczyków posiada doświadczenie wojskowe. Oceniano, że TFLW mógł zmobilizować nawet 250 tysięcy ludzi jako żołnierzy i milicjantów; Etiopia w 2020 roku dysponowała siłami zbrojnymi liczącymi 140 tysięcy żołnierzy.

## Przebieg konfliktu

Operacja wojskowa Etiopii w Tigraju

### 2020
4 listopada premier Abiy Ahmed Ali poinformował o rozpoczęciu interwencji militarnej, jako odpowiedź rządu na zajęcie bazy wojskowej przez zbrojne ramię TFLW. Przejęta miała zostać baza wojskowa w ponad 300-tysięcznym Mekelie, położonym niedaleko granicy z Erytreą. Premier informował, że siły TFLW przejęły m.in. składy amunicji artyleryjskiej. W regionie ogłoszony został stan wyjątkowy na okres sześciu miesięcy. Zamknięte zostały wszystkie lotniska oraz węzły komunikacyjne. Zablokowany został dostęp do Internetu oraz sieci telefonicznej. Na prośbę rządu etiopskiego, Sudan zamknął granicę z Etiopią, odcinając Tigraj od pomocy z zewnątrz. Dwa dni później premier Ali poinformował o rozpoczęciu nalotów na region.
8 listopada służby prasowe powiązane z rządem poinformowały o zwolnieniu szefa MSZ, szefa sztabu armii oraz szefa wywiadu. Nowym szefem sztabu został generał-porucznik Birhanu Jula Gelalcha. 9 listopada źródła wojskowe poinformowały o „setkach zabitych”. Przedstawiciele wojskowi poinformowali o ponad 500 ofiarach po stronie sił Tigraju. 9 listopada pracownicy Amnesty International informowali o możliwej masakrze, która miała dokonać się w miejscowości Mai-Kadra. Zasztyletowanych zostało „dziesiątki, a może setki” osób przez siły związane z władzami Tigraju. Dwa dni później Amharowie zamordowali dwudziestu Tigrajczyków w miejscowości Humera. W tym czasie strona rządowa informowała już o 550 zabitych po stronie Tigraju.
12 listopada premier Ali poinformował o „wyzwoleniu zachodniego Tigraju”. Jednocześnie stwierdził, że znaleziono ciała żołnierzy etiopskich zabitych przez wojska Tigraju. Dzień później władze Tigraju poinformowały o ostrzelaniu rakietowym dwóch lotnisk w regionie Amhara. Zaatakowane zostały porty lotnicze w Gondra i Bahyr Dar. Podczas ataku zginąć miały dwie osoby, zaś 15 zostało rannych.
14 listopada pociski rakietowe spadły w pobliżu lotniska w Asmarze, stolicy sąsiedniej Erytrei. Przywódca TFLW Debretsion Gebremichael powiedział w rozmowie z dziennikarzami Reutersa, że miała to być odpowiedź na pomoc Erytrei dla etiopskich sił rządowych. Jednocześnie zdementował pogłoski o wkroczeniu wojsk TFLW do Erytrei. Dodatkowo władze TFLW oskarżyły Zjednoczone Emiraty Arabskie o wysłanie nad terytorium konfliktu bezzałogowych statków powietrznych z miejscowości Asab w Erytrei, które miały wspomagać siły rządowe. Tego samego dnia wojska rządowe wkroczyły do miasta Alamata, położonego w zachodniej części Tigraju. Oddzialy TFLW uciekły z miasta, według sił rządowych zabierając ze sobą około 10 tysięcy cywilów.
17 listopada premier Ali ogłosił wejście interwencji w decydująca fazę po tym, jak siły rządowe rozpoczęły marsz na Mekelie. 22 listopada rząd Etiopii ogłosił ultimatum, dając Tigrajowi 72 godziny na poddanie się. 26 listopada, po upływie ultimatum, wojska rządowe uderzyły na stolicę Tigraju. Wg miejscowych lekarzy w silnym ostrzale artyleryjskim zginęło 27 osób, a 100 zostało rannych. Mekelie padło 28 listopada; wówczas władze Etiopii ogłosiły koniec operacji wojskowej w Tigraju, jednak dalej trwały walki. Etiopskie wojska zajęło Mekelie.
Wraz z oficjalnym zakończeniem operacji w Tigraju (pomimo że walki nadal trwały), władze etiopskie zapowiedziały ściganie przywódców TFLW.
15 grudnia w incydencie na granicy etiopsko-sudańskiej zginęło czterech żołnierzy Sudanu. Po tym zajściu Sudan przystąpił do koncentracji wojsk przy granicy z Etiopią, obsadzając całą granicę do 25 grudnia.
W dniach 28-29 listopada miała miejsce masakra w mieście Aksum dokonana przez żołnierzy erytrejskich, w konflikcie wspierających władze Etiopii. W wyniku masakry miało zginąć od 100 do nawet 800 cywilów.

### 2021
Po utracie Mekelie siły tigrajskie wycofały się w góry, gdzie dokonały reorganizacji i stworzyły Siły Obronne Tigraju, które rozpoczęły wojnę partyzancką prowadzoną z terenów górskich. Walki nasiliły się w kwietniu. W kwietniu 2021 roku siły tigrajskie miały pod kontrolą tereny wiejskie położone w środkowym i południowym Tigraju, a także fragmenty Tigraju wschodniego oraz południowo-wschodniego, podczas gdy wojsko etiopskie kontrolowało główne drogi oraz tereny miejskie.

Tigrajska kontrofensywa na przełomie lipca i sierpnia 2021

W czerwcu siły tigrajskie rozpoczęły kontrofensywę (znaną pod nazwą Operacja Alula), której skutkiem było odbicie Mekelie. W lipcu Siły Obronne Tigraju rozpoczęły ofensywę w kierunku południowo-zachodniego Tigraju odbijając m.in. Alamatę i Korem. W czasie kontrofensywy siły tigrajskie wkroczyły również na terytorium sąsiadującego z Tigrajem Afaru. Na przełomie września i października tigrajska kontrofensywa została zatrzymana, a inicjatywę przejęły siły etiopskie (zdobyły m.in. Lalibelę). 11 października Etiopia rozpoczęła skoordynowane ataki naziemne na wszystkich frontach.
Na przełomie października i listopada siły tigrajskie zajęły dwa ważne strategicznie miasta - Desje i Kembolcze. Miasta leżały w pobliżu autostrady prowadzącej do Addis Abeby. W związku z tym wydarzeniem 2 listopada władze Etiopii wprowadziły w kraju sześciomiesięczny stan wyjątkowy.
W grudniu siły etiopskie odbiły Desje i Kembolcze, a Tigrajczycy wycofali swoje wojska z Amhary.

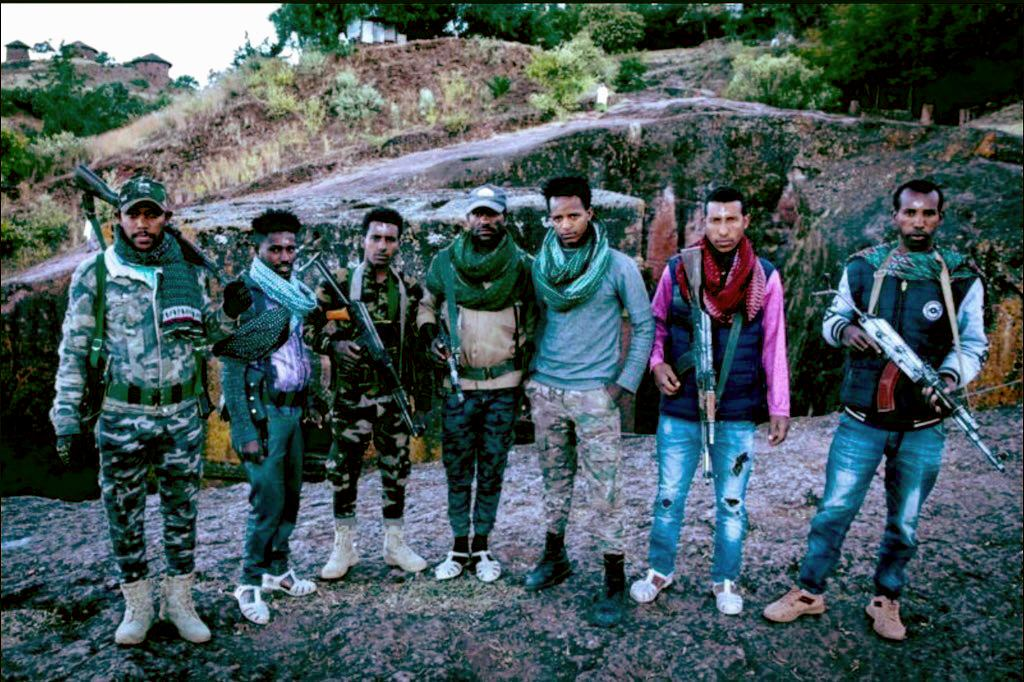
Członkowie amharskiej milicji Fano wspierającej rząd Etiopii w wojnie w Tigraju (później walczącej przeciwko niemu w wojnie w Amharze) w Lalibeli

Tigrajska ofensywa w kierunku Addis Abeby w październiku i listopadzie 2021, której efektem było m.in. zdobycie Desje i Kembolczy

### 2022

Ofensywa etiopsko-erytrejska – od września do listopada 2022

7 stycznia prezydent Aby Ahmed Ali wezwał do narodowego pojednania i ogłosił amnestię obejmującą swoim zasięgiem kilku przywódców Tigrajskiego Ludowego Frontu Wyzwolenia. Nastąpił okres spadku intensywności konfliktu. 24 marca 2022 roku ogłoszono zawieszenie broni, aby umożliwić dostarczenie pomocy humanitarnej do Tigraju. Pod koniec sierpnia walki zostały wznowione; o złamanie zawieszenia broni obwiniały się wzajemnie obie strony. Rozpoczęła się wspólna ofensywa etiopsko-erytrejska. 17 października siły etiopskie przejęły strategicznie położone miasto Szyrie; do 22 października zdobyły również Alamatę, Korem, Aduę oraz Aksum.
25 października w Pretorii rozpoczęły się rozmowy pokojowe pomiędzy Etiopią a Tigrajskim Ludowym Frontem Wyzwolenia.
2 listopada 2022 roku obie strony konfliktu podpisały porozumienie pokojowe.

## Sytuacja humanitarna i naruszenia praw człowieka
Niestabilna sytuacja polityczna w sąsiednich państwach oraz trwające od lat konflikty, spowodowały, że Etiopia stała się jednym z największych ośrodków azylowych dla uchodźców na świecie. Na początku 2020 roku w kraju przebywało 735 204 uchodźców, głównie z Sudanu Południowego. Tigraj był jednym z regionów, który gościł największą liczbę uchodźców. Wybuch konfliktu odwrócił diametralnie rolę: to obywatele Etiopii stali się uchodźcami. Według danych UNHCR z 13 listopada, ponad 14,5 tys. dzieci, kobiet oraz mężczyzn uciekło przed wojną do Sudanu Południowego. Dodatkowo wielu Etiopczyków opuściło swoje domy i przedostało się w głąb kraju, gdzie nie toczyły się walki. Jednocześnie znacznie pogorszyła się sytuacja 96 tysięcy uchodźców z Erytrei przebywających w Tigraju. 17 listopada 2020 dane UNHCR mówiły już o 27 000 uchodźców. Ponad 600 osób, głównie obcokrajowców z organizacji międzynarodowych, zostało przewiezionych w dwóch transportach z Tigraju do Addis Abeby. 
W czasie konfliktu obszar Tigraju został niemal całkowicie odcięty od świata zewnętrznego. Według UNICEF w lipcu 2021 100 000 dzieci było bliskich śmierci z powodu niedożywienia. Ograniczony był również dostęp do wody. W wyniku wojny w Tigraju ponad 800 000 osób stało się uchodźcami. Miały miejsce również czystki etniczne i masakry na ludności cywilnej (zwłaszcza w zachodnim Tigraju). Wiele źródeł oskarżało rządy Etiopii i Erytrei o zbrodnie wojenne, zbrodnie przeciwko ludzkości i ludobójstwo na ludności tigrajskiej.